# État-major général de l'armée impériale russe

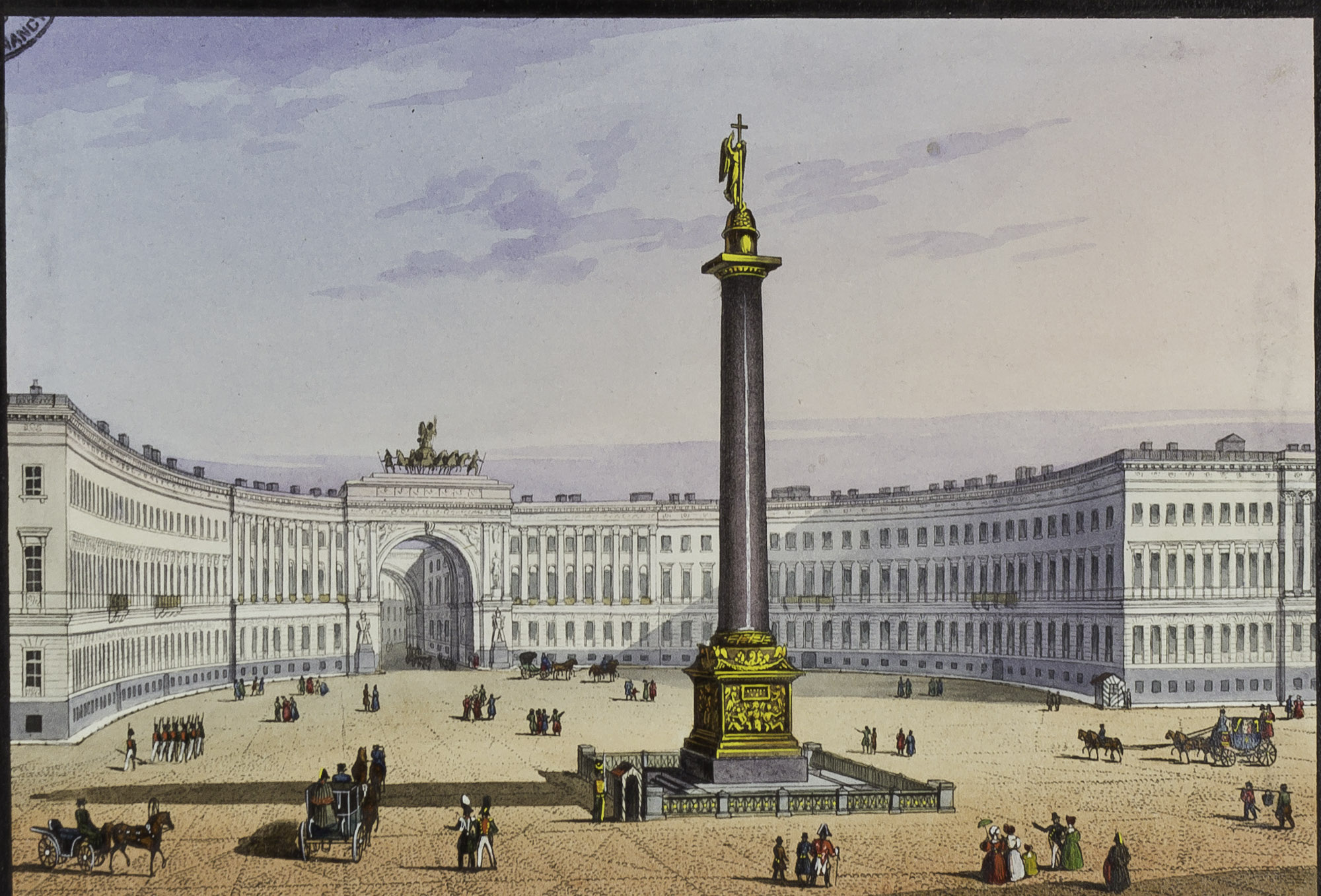
Palais de l'État-Major donnant place du Palais à Saint-Pétersbourg. Aujourd'hui état-major du district militaire de l'Ouest.

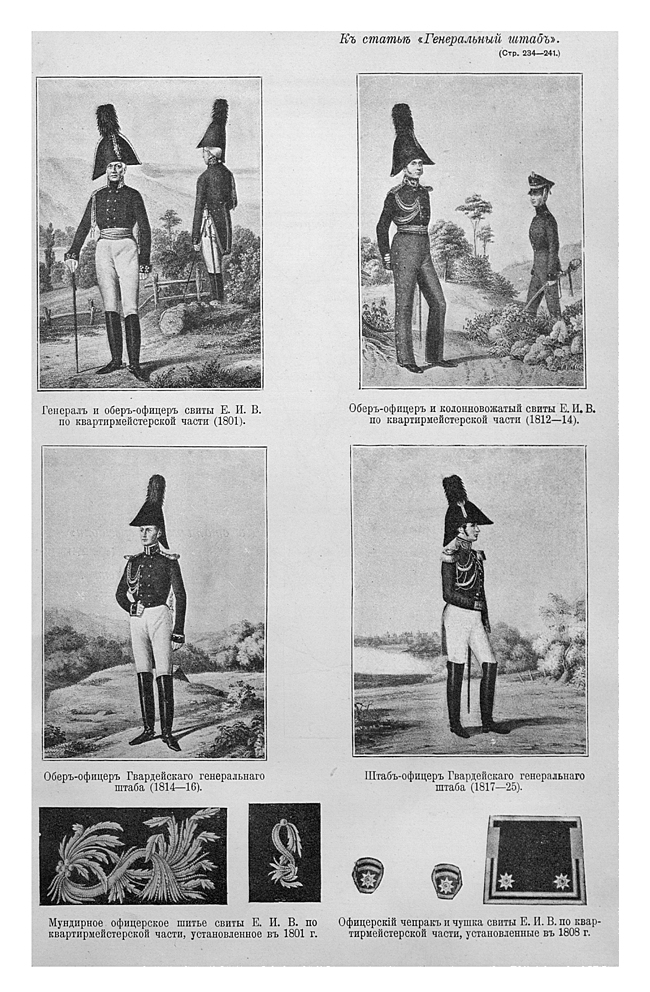
Dessin de l'article «État-major général»
(Encyclopédie militaire, éd. Sytine).

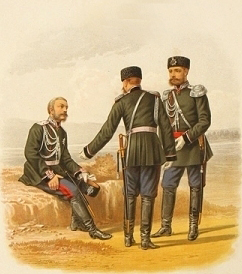
Général en uniforme de campagne, officier d'état-major en uniforme habituel et ober-ofitser en uniforme de parade (1882).

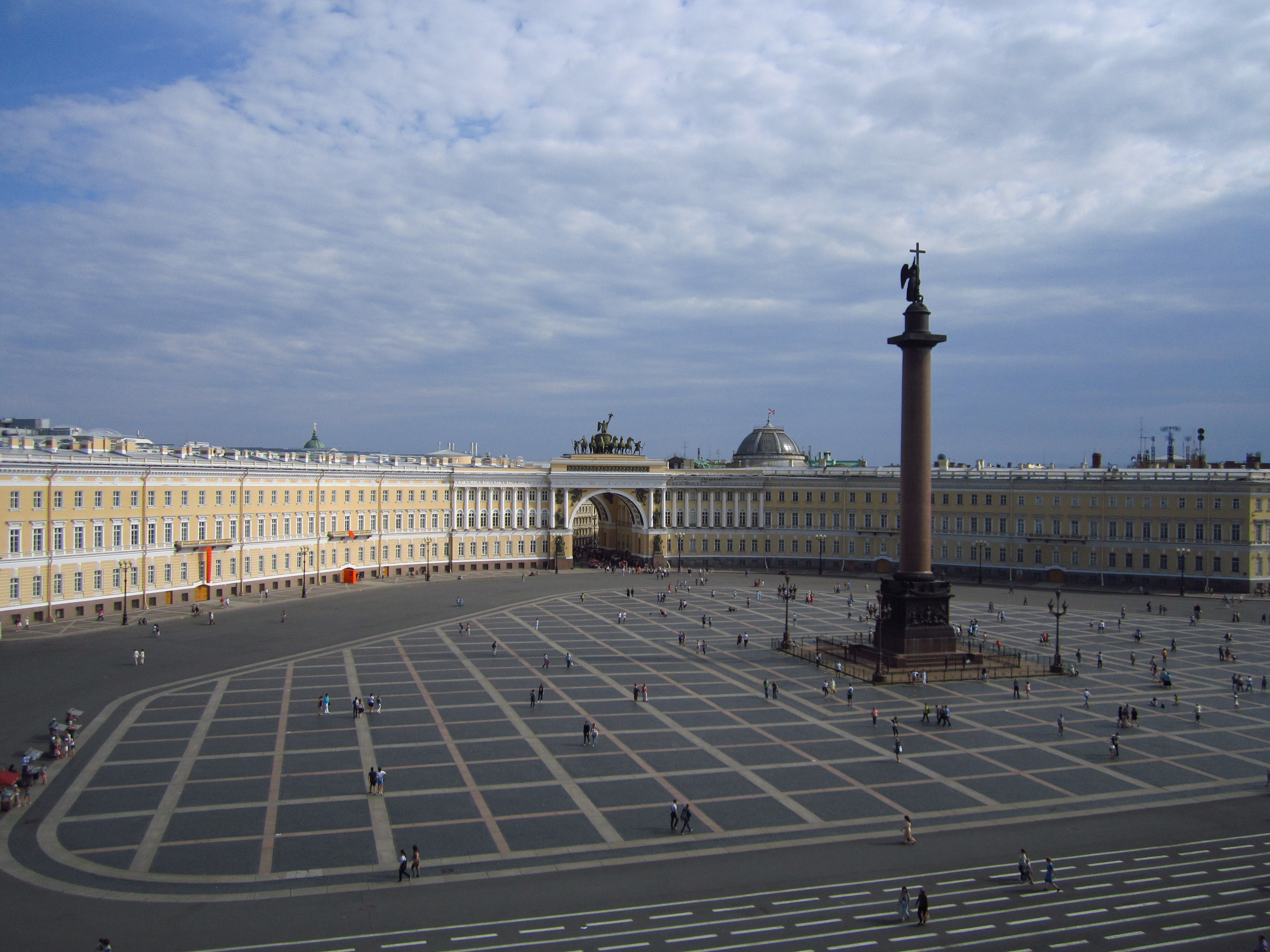
Vue du palais de l'état-major général à partir de l'Ermitage.

L'état-major général (Гла́вный штаб) est un organe militaire supérieur chargé de la stratégie des forces armées de l'Empire russe. 
L'état-major général est l'un des huit organes dirigeants du ministère de la guerre de l'Empire russe. Il était stationné dans la capitale impériale, Saint-Pétersbourg, au Palais de l'État-Major.

## Formation
L'état-major général a été formé le 31 décembre 1865 (12 janvier 1866) en fusionnant le département d'inspection avec la direction principale de l'état-major général.

## Commandement
- 01.01.1866 - 22.05.1881 — lieutenant-général (le 17.04.1870 — général d'infanterie) Friedrich Moritz van Heyden
- 10.06.1881 - 31.12.1897 — lieutenant-général (le 30.08.1887 — général d'infanterie) Nicolas Obroutchev
- 20.01.1898 - ? — lieutenant-général Viktor Sakharov
- 11.03.1904 - 28.06.1905 — par intérim lieutenant-général Piotr Frolov
- 28.06.1905 - 02.04.1906 — par intérim général-major Alexeï Polivanov
- février - 14.04.1906 — lieutenant-général Alexeï Polivanov
- 18.04.1906 - 21.05.1908 — lieutenant-général Alexeï Evert
- 22.05.1908 - 14.03.1909 — lieutenant-général Alexandre Mychlaïevski
- 30.09.1909 - 22.02.1911 — lieutenant-général Evgueni Gerngross
- 07.03.1911 - 02.04.1917 — général d'infanterie Nikolaï Mikhnevitch
- 11.04 - 09.05.1917 — lieutenant-général Viktor Minout
- 09.05 - 08.12.1917 — général-major Alexeï Arkhanguelski

## Structure
En 1903, l'état-major est restructuré: il se composait des unités principales, appelées directions des premier et deuxième quartiers-maîtres généraux, du service général, des communications militaires et topographiques. A la tête de chacun de ces départements se trouvait un chef qui jouissait des droits d'assistant du chef d'état-major.
Le bureau du premier quartier-maître général était chargé de l'organisation et de la formation des troupes en temps de paix et du service des officiers de l'état-major. 
Le bureau du deuxième quartier-maître général était chargé de préparer la guerre. Il se composait de départements de statistiques militaires et de mobilisation. Il comprenait un département opérationnel, dont la tâche était de développer les questions de défense de l'État et les activités de combat des troupes. 
Le bureau du général de service était chargé de la dite «unité d'inspection» - le déroulement du service, des récompenses, des pensions, etc., ainsi que de toutes les tâches secondaires de l'état-major. 
Le Bureau des communications militaires était chargé du mouvement des troupes et du fret militaire. Il était divisé en deux départements: 1) administratif et rapports de service et organisationnel, 2) département de mobilisation. 
La Direction de la topographie militaire était chargée des travaux astronomiques, géodésiques, topographiques et cartographiques du département militaire et du personnel du Corps des topographes militaires. 
La partie asiatique était chargée de l'administration militaire et populaire des districts du Caucase, du Turkestan, de la Sibérie et de la région de l'Amour. 
Les institutions suivantes appartenaient à l'état-major: 
- Le Comité scientifique militaire, qui était chargé des activités scientifiques des officiers de l'état-major et des topographes militaires, de la nomination de prix pour les essais et manuels pour leur publication, la formation des troupes, etc. Il était présidé par le chef d'état-major général. Composé de tous les chefs de département, du chef de l'Académie de l'état-major général et de dix membres de la plus haute nomination.
- Le Comité de mobilisation, qui était chargé des questions de mobilisation et présidé par le chef d'état-major avec les mêmes membres, à l'exception des chefs de l'Académie et de la direction topographique militaire, et des chefs adjoints de toutes les directions principales, à l'exception de la marine militaire et des établissements d'enseignement militaire.

- Une commission spéciale sur le mouvement des troupes et du fret, présidée par le chef de l'état-major général, les membres - les chefs de direction et de certains services de l'état-major général et des représentants des ministères de la Marine et des communications; était chargée de l'amélioration du réseau ferroviaire stratégique, des communications fluviales, du développement des routes stratégiques, etc.

En 1905, une nouvelle réorganisation de l'état-major général est entreprise, et les directions des quartiers-maîtres généraux, la direction des communications militaires et la direction topographique militaire sont séparées de l'état-major général et sont devenues une partie de la nouvelle direction principale de l'état-major général.

## Fonction
La compétence de l'état-major couvrait tout le service des troupes, sans toucher uniquement au côté technique et à l'entraînement, aux armées spéciales et aux corps d'armée. Il était responsable de l'ensemble du service des officiers de l'état-major général, du corps des topographes militaires et du corps du courrier militaire, de la police militaire, ainsi que des établissements pénitentiaires militaires et du transit des prisonniers dans tout l'Empire.
Il était chargé du travail de bureau pour la gestion de toutes les forces militaires terrestres de l'Empire dans les domaines du combat et de l'inspection.
Il était chargé des travaux topographiques militaires et statistiques militaires.

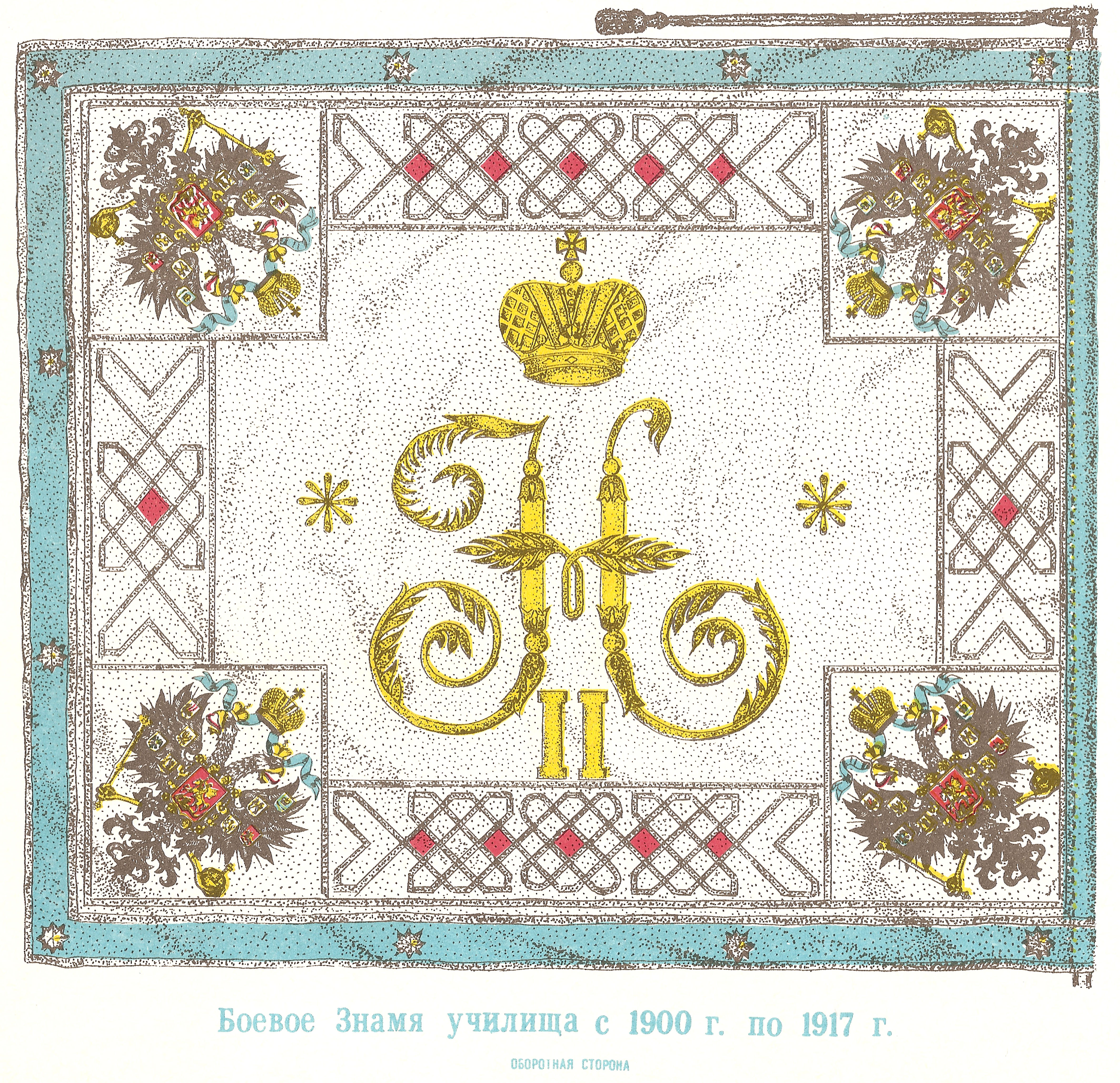
Emblème militaire de l'école topographique.

L'état-major était également responsable d'une imprimerie militaire, d'un entrepôt et de commissions temporaires, constituées pour examiner les questions nécessitant une connaissance des conditions de service et de la vie des troupes. Les présidents et les membres de ces commissions étaient nommés par le ministre de la Guerre et le chef d'état-major parmi les membres de ses départements et d'autres institutions.
L'état-major général était également responsable de l'Académie Nicolas de l'état-major général, de l'école topographique militaire et de l'école d'officiers en langues orientales.